# یانگورچا
یانگورچا (انگلیسی: Yangurcha) یک شهرک در شهرستان استرلیباشفسکی استان باشقیرستان کشور روسیه است.